# Eclytus gelidus
Eclytus gelidus là một loài tò vò trong họ Ichneumonidae.